# Anna Boleyn
Anna Boleyn (Engels: Anne Boleyn, Blickling, 1501/1507 – Londen, 19 mei 1536) was de tweede vrouw van Hendrik VIII en koningin-gemalin van Engeland van 1533 tot 1536. Zij was de dochter van de Engelse diplomaat Thomas Boleyn en een nicht van de machtige hertog van Norfolk.  
Zij groeide op als erejoffer aan de hoven van landvoogdes Margaretha van Oostenrijk en Frans I van Frankrijk. Na haar terugkeer in Engeland kreeg ze een plek in de hofhouding van koningin-gemalin Catharina van Aragon. Rond 1525 trok ze de aandacht van koning Hendrik VIII. De paus weigerde om het huwelijk van Hendrik en Catharina nietig te verklaren zodat hij met Anna kon trouwen; dit leidde uiteindelijk tot de afsplitsing van de Engelse kerk. Anna Boleyn trouwde in januari 1533 met de koning en werd later dat jaar tot koningin gekroond. Zij was de moeder van koningin Elizabeth I. 
Anna Boleyn heeft van de zes vrouwen van Hendrik VIII de grootste politieke invloed gehad, ook al voordat ze koningin werd. Zij was intelligent, belezen, sprak vloeiend Frans en had belangrijke buitenlandse hoven goed leren kennen. Zij was actief betrokken bij de ontwikkeling van de relaties tussen Engeland en Frankrijk, en speelde een grote rol bij het bevorderen van het gedachtegoed van de reformatie in Engeland. Met haar steun werden hervormers benoemd op belangrijke posten in de Engelse kerk. Zij was de beschermvrouwe van geleerden en kunstenaars, onder wie Hans Holbein de Jonge. 
In mei 1536 werd zij onverwacht beschuldigd van overspel met een aantal hovelingen, waaronder haar broer George. Ze werd binnen drie weken berecht, ter dood veroordeeld en geëxecuteerd. Anna Boleyn was hoogstwaarschijnlijk onschuldig. Mogelijke verklaringen voor haar val zijn een breuk in haar huwelijk met Hendrik VIII, of een politiek conflict met Hendriks machtige adviseur Thomas Cromwell.

## Jeugd en opvoeding
Anna Boleyn - in het Engels Anne -  was de dochter van Thomas Boleyn en Elisabeth Howard, een dochter van Thomas Howard, tweede hertog van Norfolk. Haar geboortejaar is niet precies bekend maar wordt geschat tussen 1500 en 1507. Zij had een oudere zus, Mary (ca. 1499-1543) en een broer George (1504-1536). De familie Boleyn was rijk en in een paar generaties opgeklommen van de burgerij naar de adel. Haar vader verkreeg tijdens zijn leven de titels burggraaf Rochford, graaf van Ormond en graaf van Wiltshire. Zij bracht een deel van haar kindertijd door op Hever Castle in Kent en keerde ook als volwassene regelmatig naar Hever terug. 
Thomas Boleyn had een succesvolle loopbaan als diplomaat. In 1512 werd hij ambassadeur in de Habsburgse Nederlanden aan het hof van landvoogdes Margaretha van Oostenrijk. Haar hof stond in Europa bekend om zijn pracht en praal en verfijnde cultuur. Boleyn wist de aartshertogin over te halen om Anna als erejoffer op te nemen in haar hofhouding. In de zomer van 1513 kwam ze aan in Brussel, waar ze een goede indruk maakte op Margaretha. Anna vertrok echter al snel naar Frankrijk om onderdeel te worden van het gevolg van Maria Tudor, de jongste zuster van Hendrik VIII die was uitgehuwelijkt aan de veel oudere Franse koning Lodewijk XII. Na het overlijden van Lodewijk XII in 1515 bleef Anna in dienst van de gemalin van zijn opvolger Frans I, koningin Claude, met wie ze een goede band kreeg.

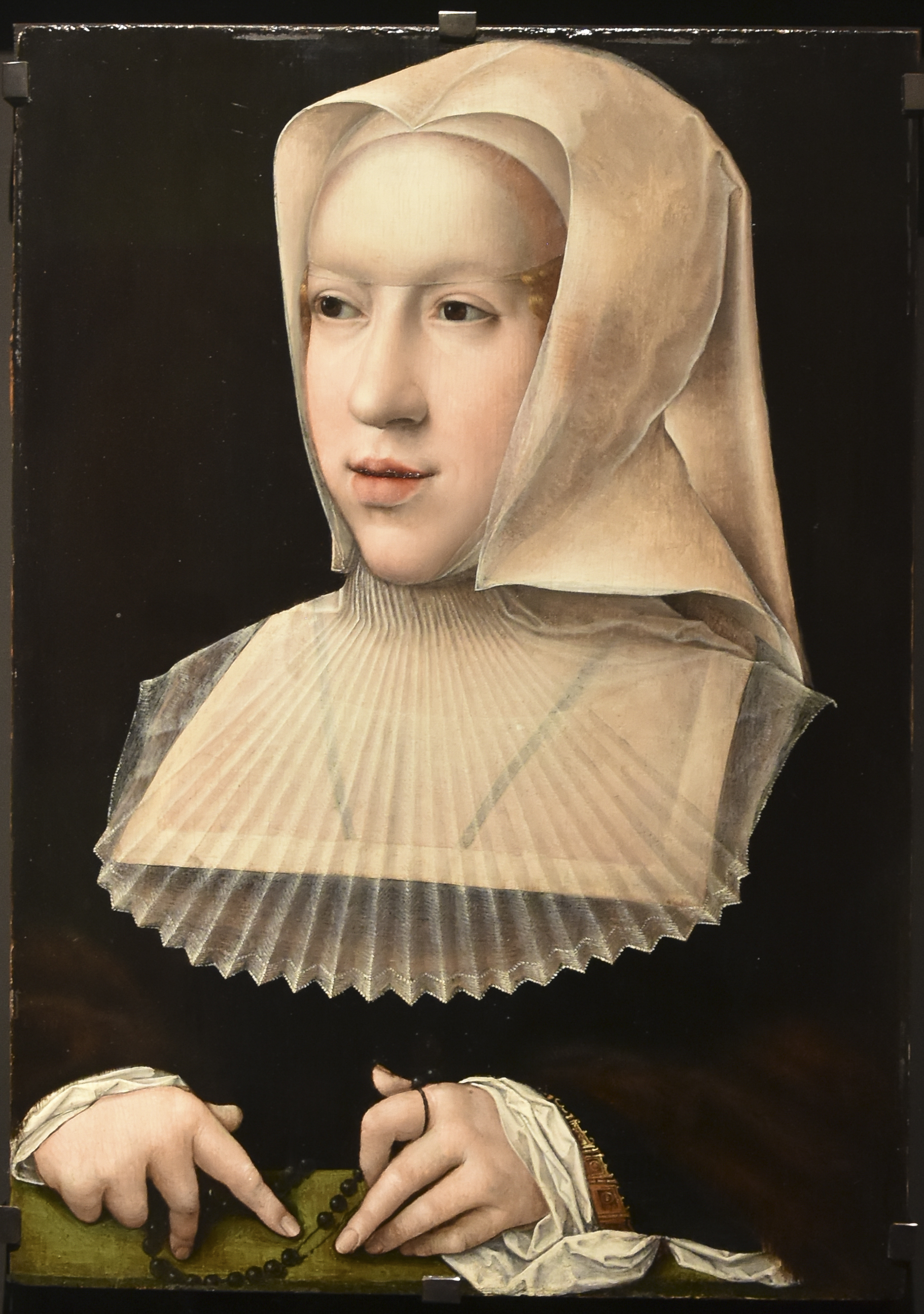
Margaretha van Oostenrijk, landvoogdes van de Habsburgse Nederlanden
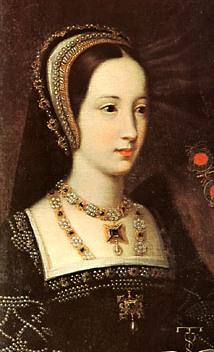
Maria Tudor, koningin-gemalin van Frankrijk
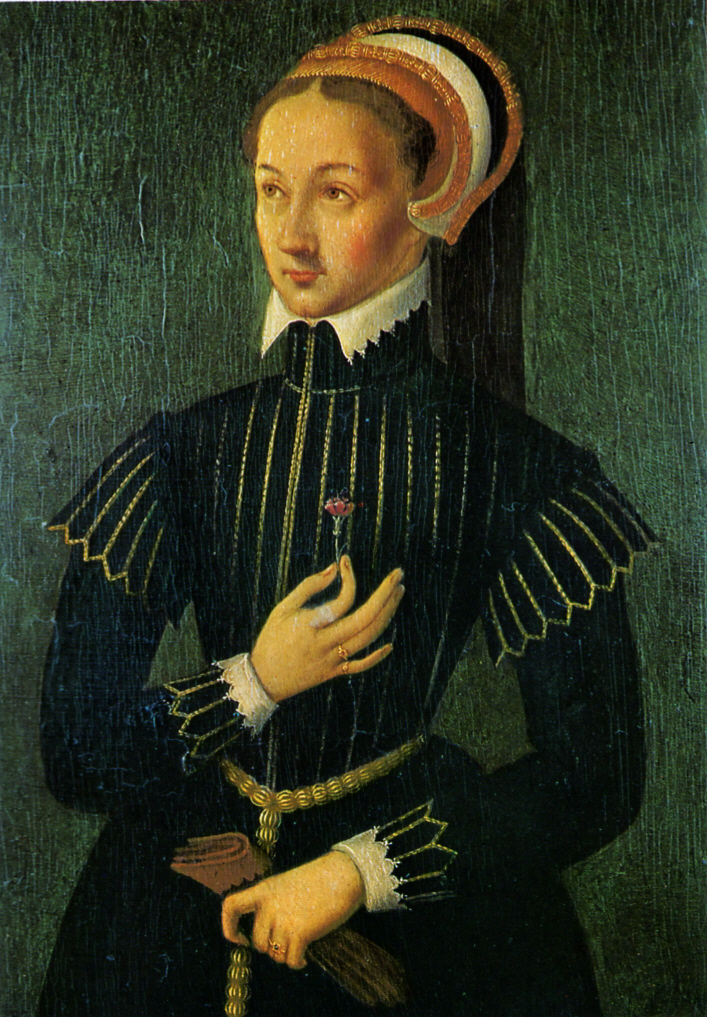
Koningin-gemalin Claude van Frankrijk
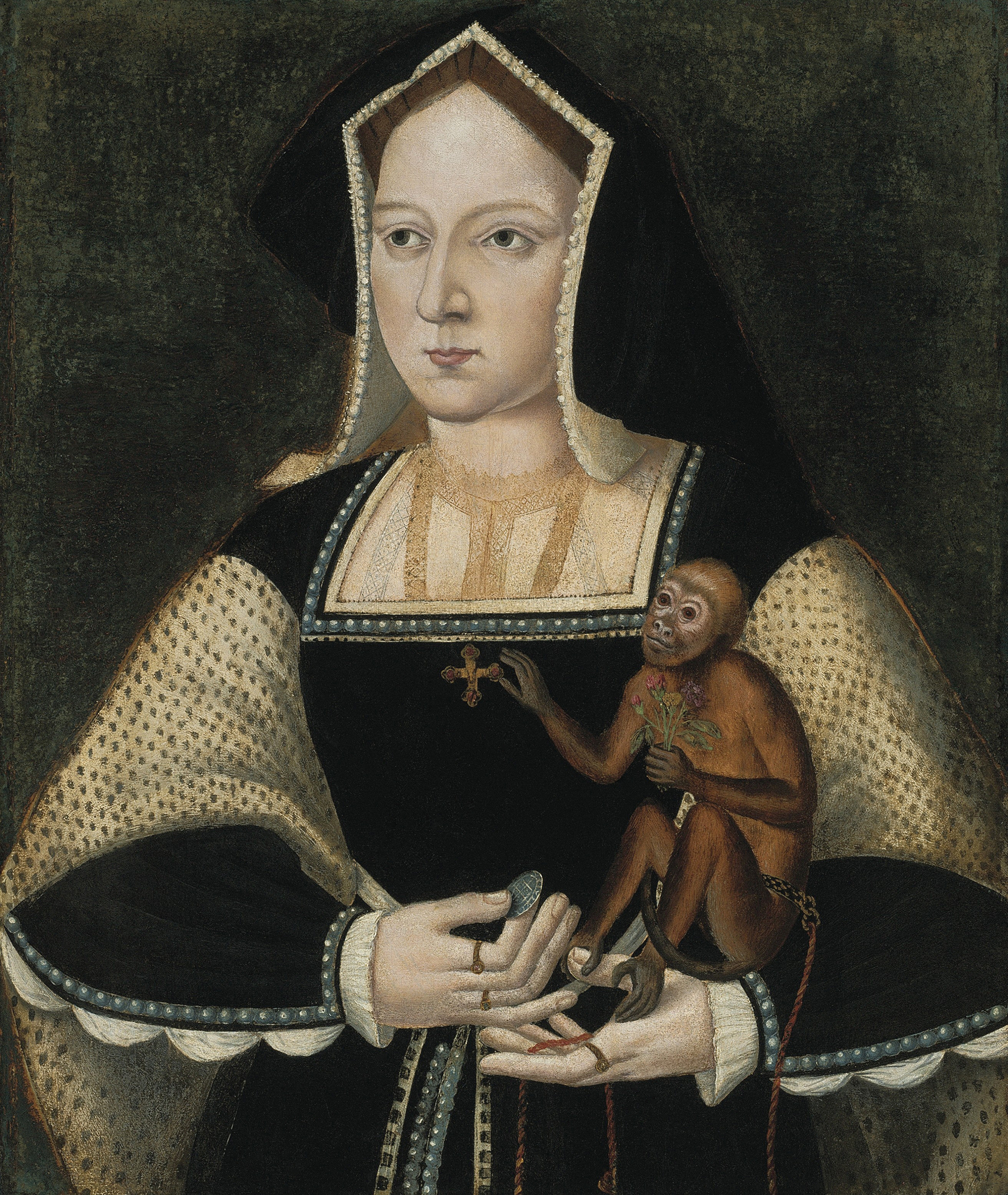
Catharina van Aragon, koningin-gemalin van Engeland

## Aan het Engelse hof

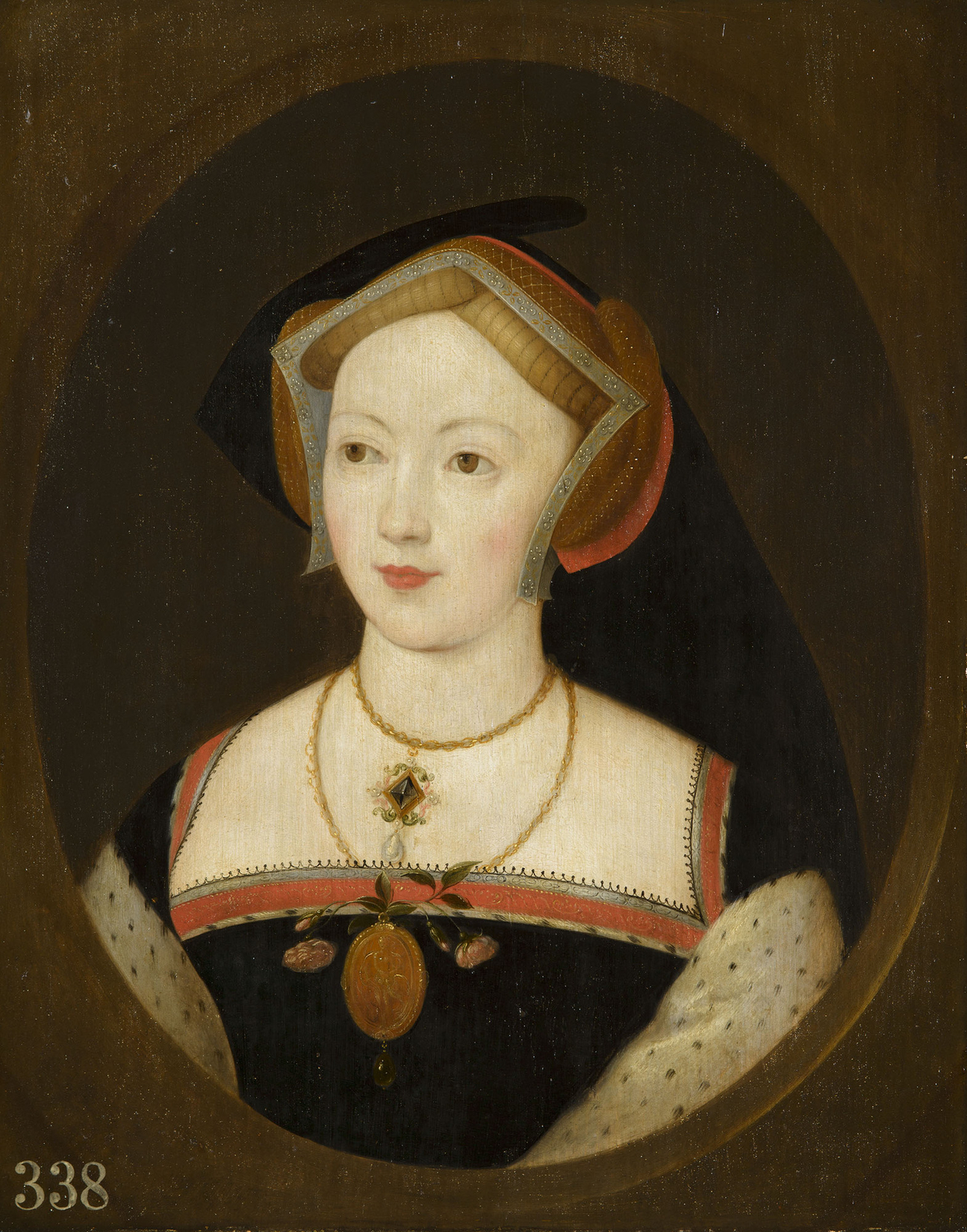
Mary Boleyn, Anna's zuster en rond 1520 maîtresse van Hendrik VIII

Toen Engeland en Frankrijk eind 1521 op voet van oorlog stonden, keerde Anna naar Engeland terug. Ze werd benoemd in de hofhouding van Catharina van Aragon, de Spaanse vrouw van koning Hendrik VIII. Haar zuster Mary was al aan het hof, en was enkele jaren de maîtresse van de koning.
Door haar ervaring aan twee van de belangrijkste hoven van Europa viel Anna op aan het meer provinciale Engelse hof. Zij kon zingen, instrumenten bespelen en dansen, sprak vloeiend Frans en werd toonaangevend als het ging om de laatste mode. Volgens tijdgenoten was ze geen oogverblindende schoonheid, maar ze werd bewonderd om haar fascinerende persoonlijkheid, intelligentie en sprankelende conversatie. 
Henry Percy, de oudste zoon van de graaf van Northumberland, wilde met haar trouwen. Zijn vader was tegen het huwelijk en schakelde eerste minister kardinaal Wolsey in om het tegen te houden. Ook de dichter Thomas Wyatt was een bewonderaar van Anna.

## Hendrik VIII
Misschien heeft Hendrik VIII Anna al in maart 1522 voor het eerst ontmoet. Ze had toen een hoofdrol in een masque die aan het hof werd opgevoerd. Hij leek echter pas vanaf 1526 echt interesse in haar te tonen. Dat hij erg verliefd was, blijkt uit het feit dat hij in de jaren 1527 en 1528 zeventien brieven aan Anna schreef; het is bekend dat hij een hekel had aan schrijven. Aanvankelijk zal hij niet aan een huwelijk hebben gedacht, maar Anna gezien hebben als een mogelijke opvolgster van haar zuster Mary als zijn maîtresse. Anna wees zulke avances resoluut af. Als ze zich te veel onder druk gezet voelde door Hendrik, vertrok ze vaak naar Hever Castle.

Omdat zijn huwelijk met Catharina van Aragon geen mannelijke erfgenaam had opgeleverd, zocht Hendrik vanaf 1526 naar een geldige reden om zich te laten scheiden. Dat Anna inmiddels had ingestemd om zijn vrouw te worden, maakte de scheiding nog belangrijker. De beschikking van de paus dat Hendriks huwelijk met Catharina nietig werd verklaard, liet echter jaren op zich wachten. Catharina van Aragon was de tante van Karel V en de paus wilde de keizer niet schofferen.

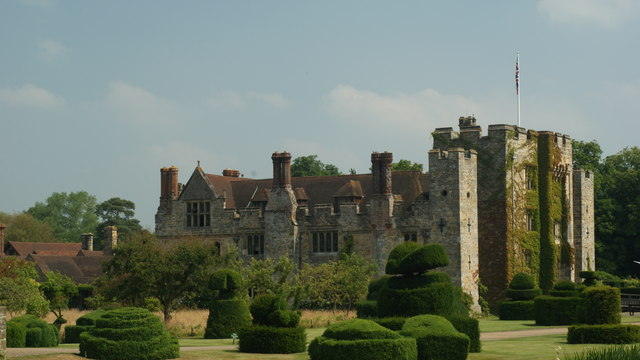
Hever Castle - zetel van de familie Boleyn in Kent.

Anna was ervan overtuigd dat kardinaal Wolsey zich niet met volle overtuiging inzette om haar huwelijk met de koning mogelijk te maken. In 1529 steunde ze een groep edellieden die de macht van de kardinaal wist te breken. Zij wees de koning ook op het boek Obedience of a Christian Man van William Tyndale, die van mening was dat koningen gezag hadden over de kerk en niet andersom. Ze ondersteunde theologen als Edward Fox en Thomas Cranmer die zich met dit vraagstuk bezighielden. Thomas Cromwell, die Wolsey has opgevolgd als de belangrijkste adviseur van de koning, sympathiseerde met de reformatie en werkte met Anna samen.
Gedurende deze jaren was Anna Boleyn nog steeds niet de maîtresse van Hendrik VIII. De koning en zij waren vastbesloten dat hun kinderen niet buitenechtelijk geboren mochten worden. Toch werd zij in het buitenland standaard 'de concubine' genoemd. In september 1532 verhief Hendrik VIII Anna Boleyn in de adelstand als markiezin van Pembroke suo jure (in haar eigen naam).

## Huwelijk en kroning
In januari 1533 trouwde Hendrik VIII met Anna Boleyn, hoewel zijn eerste huwelijk nog steeds niet door de paus nietig was verklaard. Anna was op dat moment hoogstwaarschijnlijk al zwanger. Zij werd op 12 april erkend als koningin en op 1 juni met groot ceremonieel gekroond in Westminster Abbey. Op 7 september 1533 werd haar dochter Elizabeth geboren, de latere koningin Elizabeth I.
Het huwelijk van Hendrik en Catharina werd op 23 mei 1533 zonder pauselijke toestemming nietig verklaard door Thomas Cranmer, inmiddels aartsbisschop van Canterbury. In 1534 brak Hendrik VIII definitief met de Rooms-Katholieke Kerk en plaatste zichzelf aan het hoofd van wat de Church of England zou worden. 

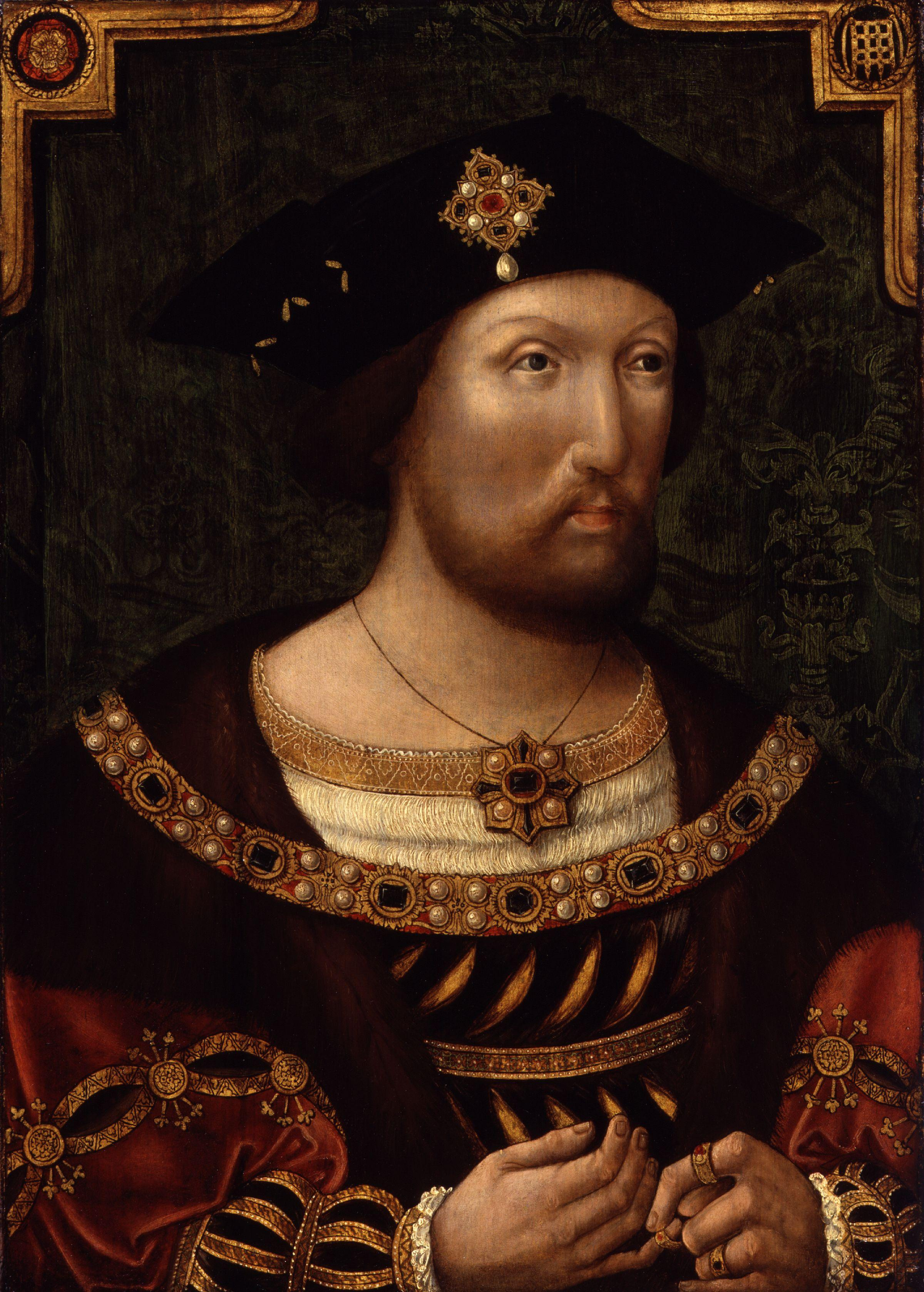
Hendrik VIII door onbekende artiest, circa 1520

Catharina van Aragon werd in Engeland algemeen gerespecteerd en Anna was niet geliefd als koningin, zeker niet bij vrouwen. Zij werd ook verantwoordelijk  gehouden voor de onpopulaire maatregelen tegen de katholieke kerk die Cromwell invoerde. De terdoodveroordelingen in 1535 van bisschop John Fisher en de filosoof en staatsman Thomas More, die weigerden Hendrik VIII te erkennen als hoofd van de kerk in Engeland, werden op haar conto geschreven.

## Relatie met de koning en zwangerschappen

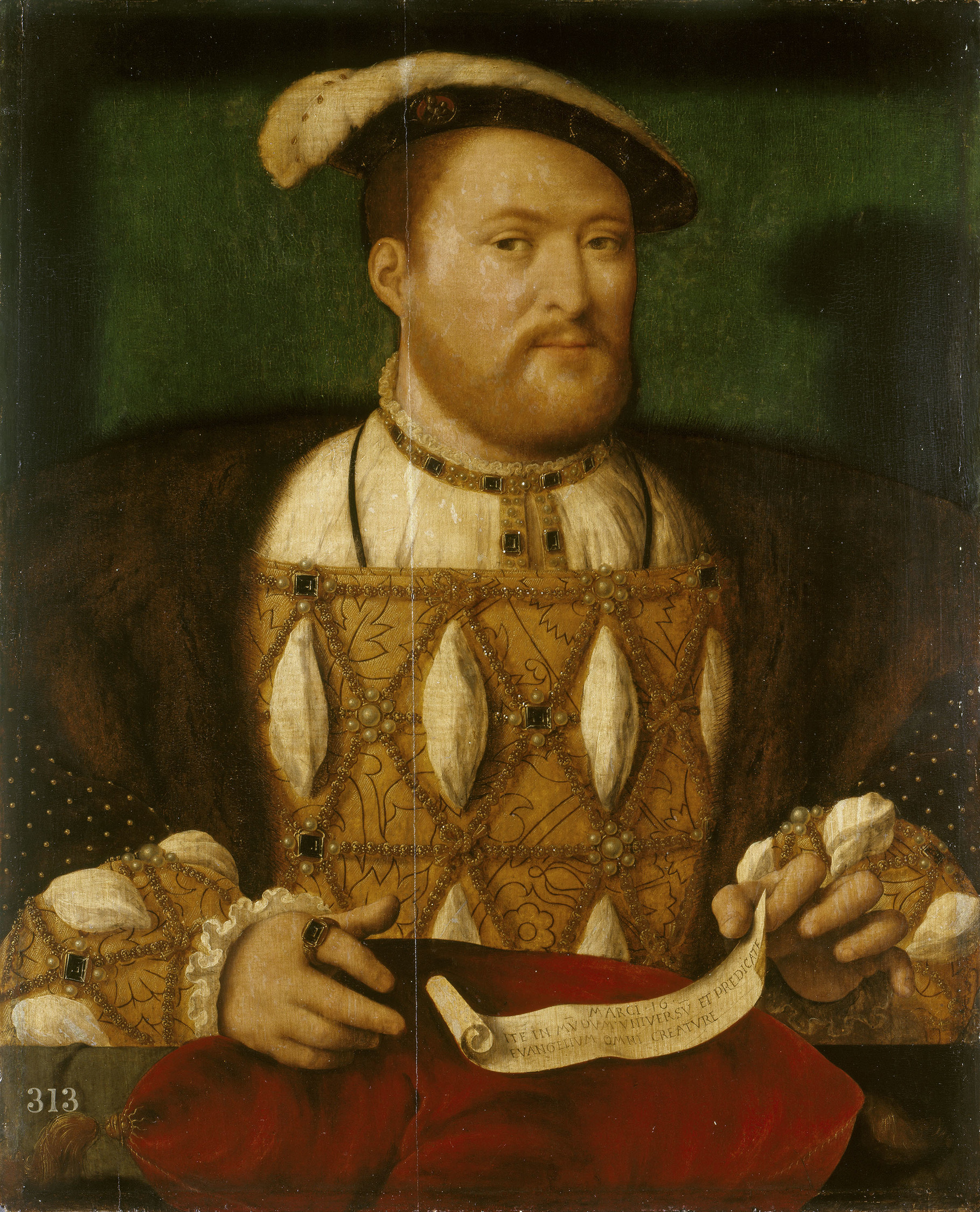
Portret van Hendrik VIII door Joos van Cleve, 1530-35.

Het huwelijk van Anna en Hendrik stond bekend als stormachtig, maar was wel gebaseerd op genegenheid en aantrekking. Anna wist dat haar positie als koningin-gemalin kwetsbaarder was dan die van een buitenlandse prinses in een officieel gearrangeerd huwelijk. Bij huwelijksproblemen kon zij niet rekenen op de steun van een andere vorst of diens diplomaten. Ze moest Hendriks persoonlijke genegenheid vasthouden; daarvoor was het essentieel dat ze snel een zoon ter wereld zou brengen.
Een paar maanden na de geboorte van Elizabeth in september 1533 was ze opnieuw zwanger, maar kreeg een miskraam. Een tweede miskraam in januari 1536 maakte Hendrik bang dat er op zijn huwelijk met Anna geen goddelijke zegen rustte, net zomin als eerder op zijn huwelijk met Catharina van Aragon waaruit ook geen zoons waren geboren. 

### Huwelijksproblemen
Het lijkt erop dat Hendrik toen hij eenmaal met Anna was getrouwd terugviel in het normale patroon van een koninklijk huwelijk. Naast Anna als zijn gemalin had hij verschillende minnaressen. Vanaf 1534 gingen er geruchten dat de koning bijzonder gesteld was geraakt op een jonge vrouw aan het hof - vermoedelijk Jane Seymour. Anna kon relaties van Hendrik met andere vrouwen moeilijk verdragen. Met Jane Seymour kwam het zelfs tot een klein handgemeen toen Anna ontdekte dat haar rivale een medaillon droeg met daarin een miniatuur van de koning.
Ook het gedrag van prinses Maria,  veroorzaakte problemen. De 18-jarige dochter van Hendrik en Catharina van Aragon werd niet meer gezien als wettig kind van de koning. Zij liet duidelijk haar afkeer en minachting voor Anna blijken, die ze verantwoordelijk hield voor de vernedering van haar moeder en van haarzelf. Ze verafschuwde het dat Anna's baby Elizabeth hoger in aanzien stond dan zij.
De meeste - maar niet alle - bronnen gaan ervan uit dat het huwelijk van Anna en Hendrik begin 1536 in een crisis verkeerde vanwege de aandacht van Hendrik voor Jane Seymour en de tweede miskraam van Anna.

## Invloed op politiek, godsdienst en cultuur
Van alle vrouwen van Hendrik VIII had Anna Boleyn de meeste politieke invloed, zelfs al voordat ze officieel koningin-gemalin werd. Zij was uitgesproken Fransgezind, en was persoonlijk betrokken bij het beleid over de relaties tussen Engeland en Frankrijk. Ze had  nauwe contacten met de verschillende ambassadeurs die koning Frans I naar Engeland stuurde.

### Hervorming
Anna had in Frankrijk de ideeën van de vroege humanistische hervormingsbeweging leren kennen en steunde die van harte. Zij las zelf de bijbel, bevorderde de vertaling van de bijbel in het Engels, en had een exemplaar van Tyndale's illegale vertaling van het Nieuwe Testament in haar bibliotheek. Zij onderhield contact met Franse godsdienstige hervormers als Clément Marot en Nicolaas Bourbon de oudere, die ze in Engeland asiel aanbood toen hij in eigen land werd vervolgd. Ze gebruikte haar invloed op de koning om hervormingsgezinde geestelijken aan belangrijke posities te helpen. Het is de vraag of er zonder haar hulp hervormers tot bisschop zouden zijn benoemd. Ze had echter weinig op met radicalen en haar overtuigingen, b.v over transsubstantiatie, bleven in overeenstemming met de doctrines van de katholieke kerk.

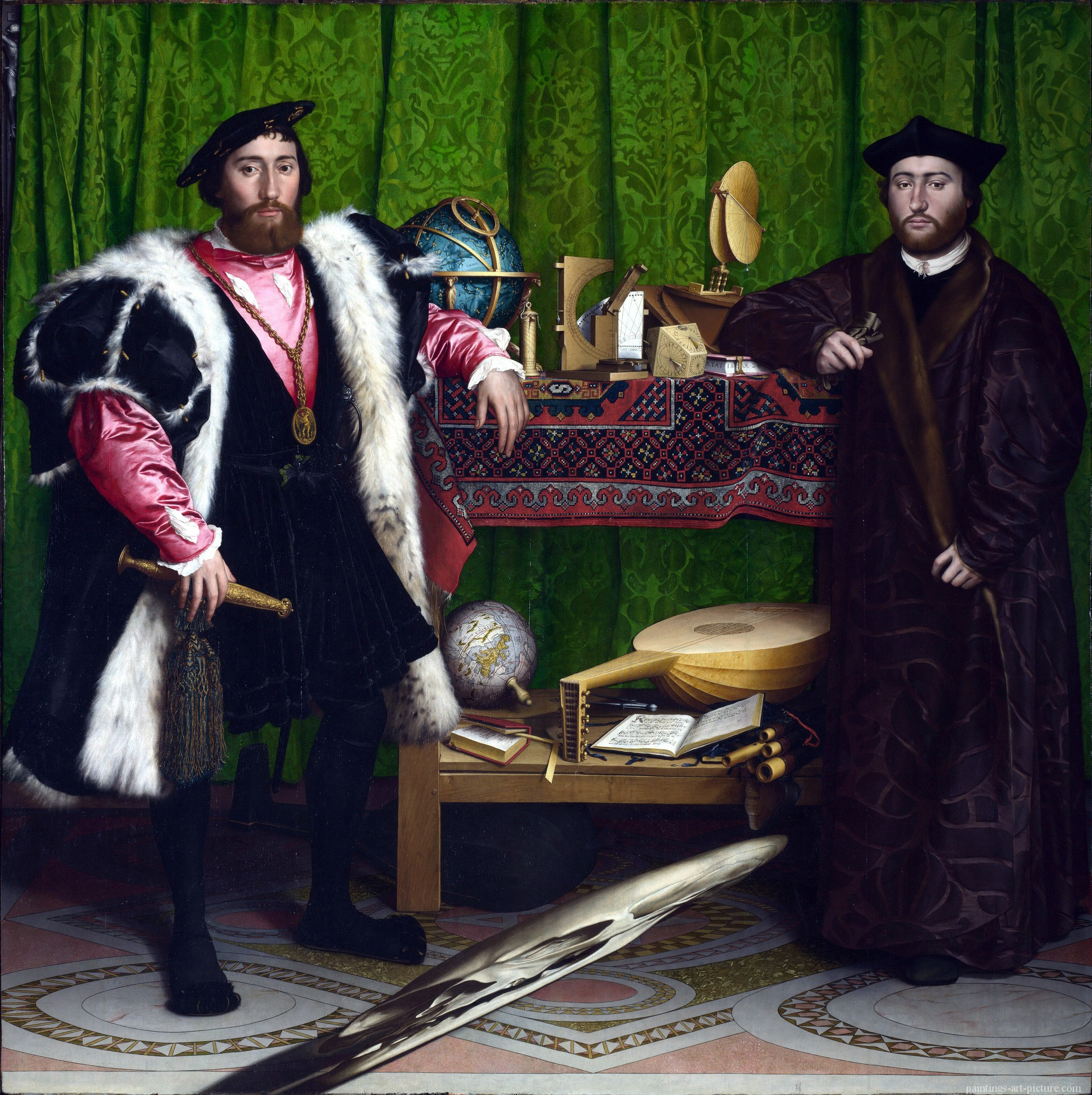
De Ambassadeurs van Hans Holbein verwijst naar de kroning van Anna Boleyn. Zij was zijn eerste mecenas in Engeland.

### Wetenschap en kunst
Anna was geïnteresseerd in onderwijs en wetenschap. Zij ondersteunde geleerden, gaf schenkingen aan de universiteiten in Oxford en Cambridge, en bepleitte bij de koning om deze instellingen belastingvrijstelling te geven. 
Ze had een voorliefde voor klassieke cultuur die zichtbaar was in de weelderige inrichting van haar appartementen. Ook waardeerde ze de kunst uit de Lage Landen die ze in haar jeugd had leren kennen; veel van haar boeken waren in de Vlaamse of Noord-Franse stijl voor haar verlucht. Zij was de eerste Engelse mecenas van Hans Holbein de Jonge en leverde daarmee een belangrijke bijdrage aan de ontwikkeling van renaissancekunst in Engeland. Holbeins beroemde schilderij De ambassadeurs bevat verwijzingen naar de kroning van Anna Boleyn (de afgebeelde vloer verwijst bijvoorbeeld naar het cosmaten plaveisel in Westminster Abbey op de plek waar Anna was gekroond).

## Machtsstrijd en rivaliteit aan het hof
Voor conservatieve facties aan het hof was het onverteerbaar dat Anna Boleyn koningin was geworden en zoveel invloed had. Sommige groepen zagen Catharina van Aragon nog steeds als de enige ware koningin en prinses Maria als de rechtmatige troonopvolger. Andere groepen waren het niet eens met de hervormingsgezinde religieuze koers die Anna voorstond. Anna's oom, de machtige Thomas Howard, derde hertog van Norfolk, hoorde bij deze factie. 

Beide stromingen wilden haar machtspositie ondermijnen. Haar positie bleef onaantastbaar zolang ze de steun had van Hendriks belangrijkste minister, Thomas Cromwell. De situatie veranderde toen Anna een verschil van mening kreeg met Cromwell over de opheffing van de Engelse kloosters. Anna wilde deze religieuze huizen niet afschaffen, maar ze omvormen tot instellingen voor onderwijs en liefdadigheid. Dit stond haaks op Cromwell's voornemen om de kloosters helemaal op te heffen en de opbrengsten in de schatkist te laten vloeien. Anna liet haar predikant een preek houden waarin Cromwell ten overstaan van het hele hof werd vergeleken met Haman, de hebzuchtige koninklijke adviseur uit het Oude Testament. Tussen de regels door werd zij zelf gepresenteerd als Esther, de bijbelse koningin die haar volk redt. 

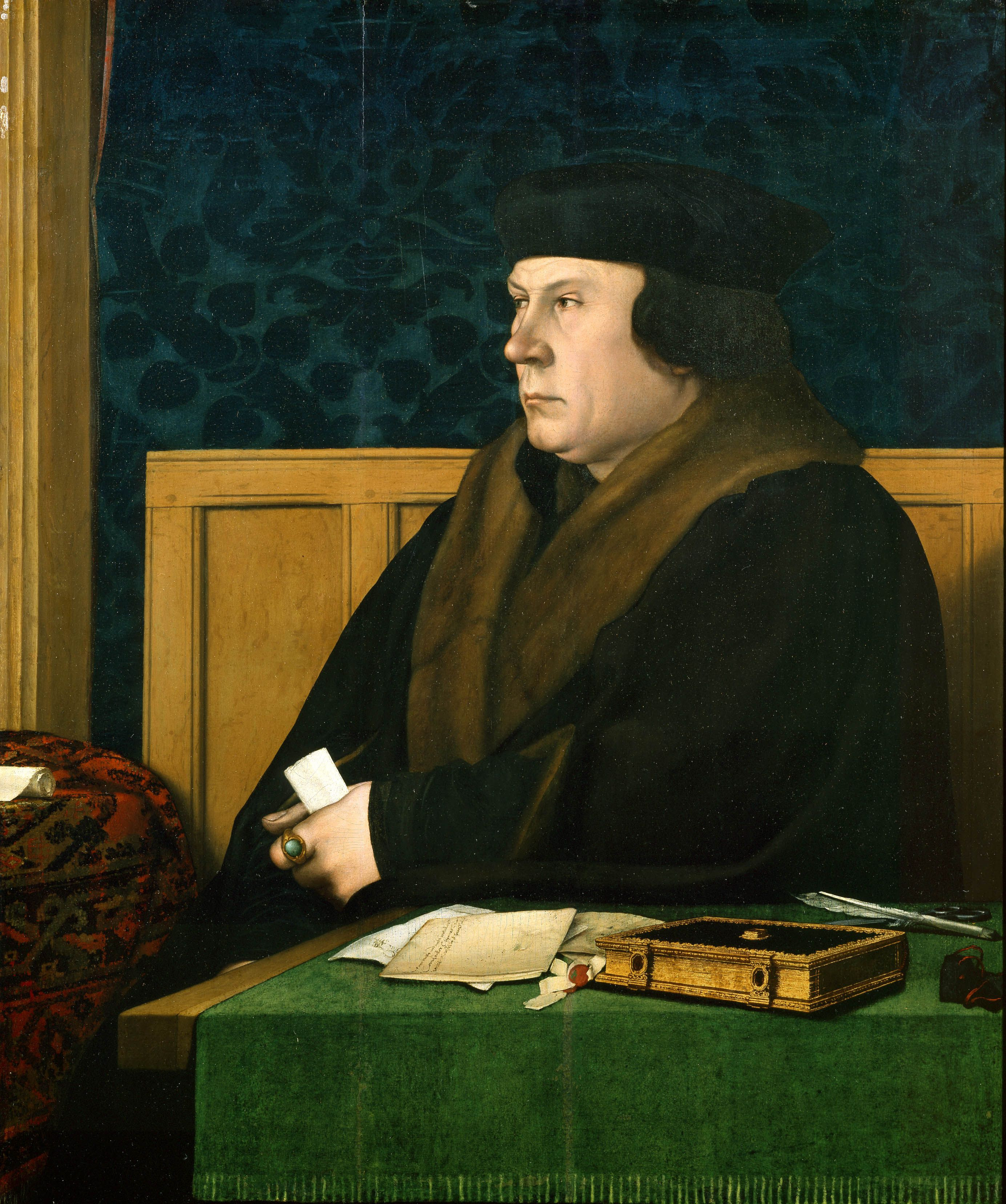
Thomas Cromwell, geschilderd door Hans Holbein

De positie van Anna werd ook een probleem voor de buitenlandse politiek die Cromwell in gedachten had. Begin 1536 was er brede overeenstemming om toenadering tot de keizer te zoeken, in plaats van een alliantie met Frankrijk. De koning vond het tijdens een ontmoeting met keizerlijk ambassadeur Eustace Chapuys echter belangrijker om aan te dringen op erkenning van Anna Boleyn als koningin-gemalin. Dit was een gevoelig punt voor Karel V, vanwege zijn familiebanden met Catharina van Aragon en prinses Maria. 

## Arrestatie en proces
De val van Anna Boleyn kwam onverwacht en de gebeurtenissen volgden elkaar snel op. Op 30 april was de eerste arrestatie en al op 19 mei werd Anna Boleyn onthoofd. Een aantal aspecten van de gebeurtenissen is onduidelijk. Veel processtukken zijn verdwenen, waaronder de belangrijke verklaringen van leden van Anna's hofhouding. Alleen de aanklachten en het uiteindelijke oordeel zijn bewaard gebleven.

### Arrestaties
Op 30 april liet Cromwell de hofmuzikant Mark Smeaton arresteren. Hij werd ondervraagd en bekende al snel - mogelijk na marteling - drie keer seks met de koningin te hebben gehad. Ook noemde hij andere minnaars van de koningin waaronder Henry Norris, een kamerheer van de koning en een persoonlijke vriend van Anna Boleyn. Cromwell rapporteerde dit de volgende dag aan de koning die Norris op 2 mei liet opsluiten in de Tower. Anna's arrestatie volgde dezelfde dag. Ook haar broer George, lord Rochford, werd gearresteerd, op beschuldiging van incest met zijn zuster. 
Cromwell deed ondertussen onderzoek in de de hofhouding van Anna Boleyn. Haar hof was in vergelijking met de hofhouding van een koningin-gemalin van buitenlandse koninklijke afkomst vrij informeel. Verklaringen van hofdames over flirterige gesprekken tussen Anna en mannelijke hovelingen werden uitgelegd als aanwijzingen voor overspelige relaties. Historici sluiten niet uit dat zulke gesprekken in de omgangsvormen van de kring rondom Anna vrij normaal en onschuldig waren. Ernstiger was dat Anna tegen Norris gezegd zou hebben dat hij met haar wilde trouwen als de koning zou komen te sterven. Speculeren over de dood van de koning werd gezien als verraad. Later die week werden nog vier hovelingen, Francis Weston, William Brereton, Thomas Wyatt en Richard Page overgebracht naar de Tower. Wyatt en Page zouden later worden vrijgelaten.

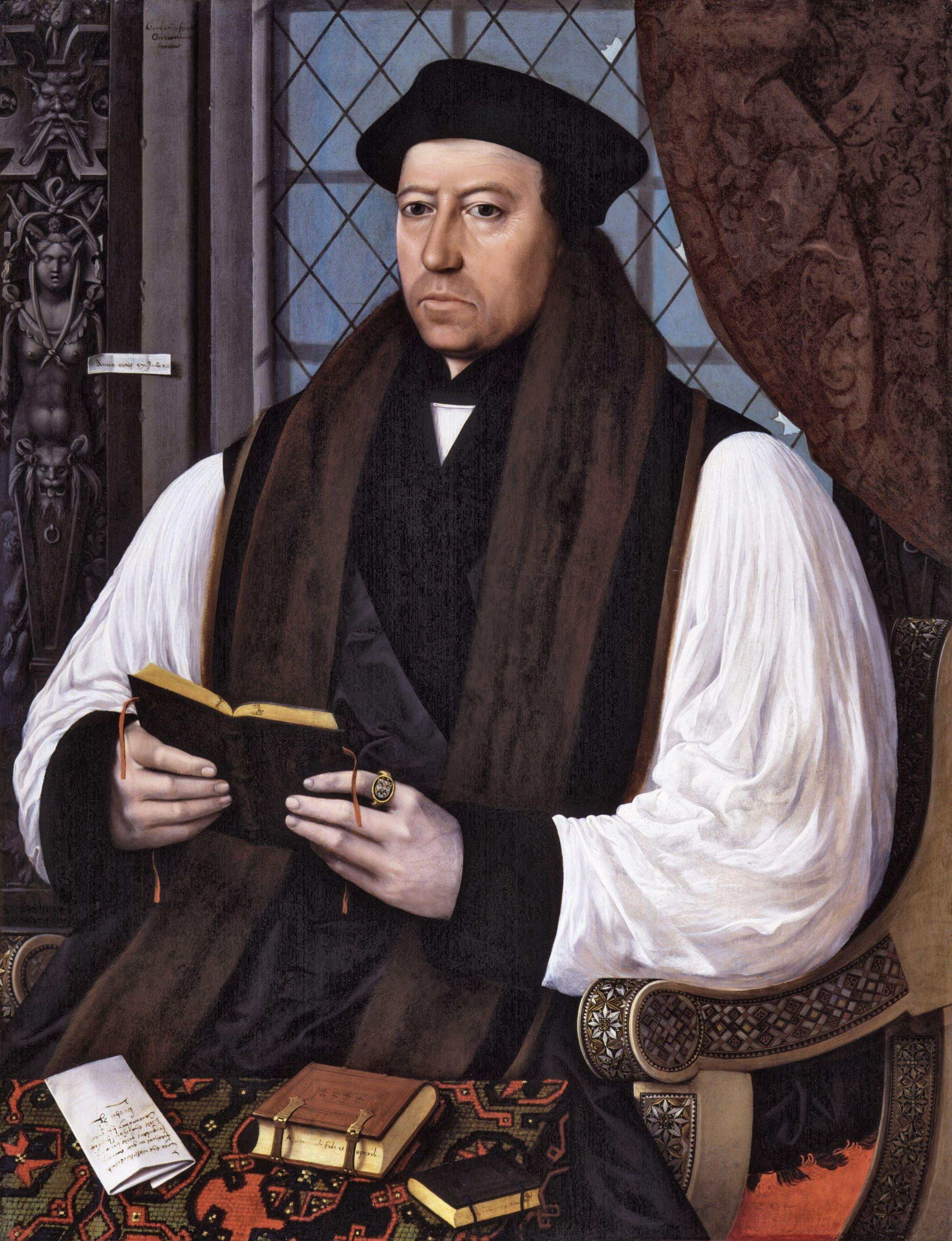
Aartsbisschop Thomas Cranmer

### Processen
Cromwell stelde zelf de jury van burgers samen die moest oordelen over Norris, Weston, Brereton en Smeaton, die niet van adel waren. De aanklacht was dat ze hoogverraad hadden gepleegd door met de koningin te slapen. Volgens de wet van die tijd was dit echter geen halsmisdrijf maar een ernstige schending van de goede zeden, die eigenlijk door een kerkelijke rechtbank behandeld moest worden. Alleen Smeaton had bekend; de anderen hielden vol dat ze onschuldig waren. Zij werden alle vier op 12 mei schuldig gevonden en ter dood veroordeeld. 
Met dit oordeel was in feite al bepaald dat de koningin overspel had gepleegd, waardoor de processen tegen Anna en haar broer George een formaliteit waren geworden. Zij verschenen op 15 mei afzonderlijk voor een jury van edellieden die werd voorgezeten door hun oom, de hertog van Norfolk. Zowel Anna als George dwong respect af door de manier waarop ze zich verdedigden tegen de beschuldigingen. Ook zij werden echter ter dood veroordeeld. 

## Executie
De vijf mannen die schuldig waren bevonden aan overspel met de koningin werden 17 mei op Tower Hill in het openbaar onthoofd. Met uitzondering van Smeaton hielden ze tot het laatst hun onschuld vol. Diezelfde dag verklaarde aartsbisschop Cranmer het huwelijk van Hendrik VIII en Anna Boleyn nietig. 

Anna werd zelf in de ochtend van 19 mei geëxecuteerd in de Tower, uit zicht van het publiek maar in aanwezigheid van een grote groep hovelingen en overheidsdienaren. De avond voor haar executie had ze tot twee keer toe - voor en na het Heilig Avondmaal - gezworen dat ze onschuldig was. Ook in haar laatste woorden op het schavot bekende ze tegen de conventies in geen schuld. 
Good Christian people, I am come hither to die, for according to the law, and by the law I am judged to die, and therefore I will speak nothing against it. I am come hither to accuse no man, nor to speak anything of that, whereof I am accused and condemned to die, but I pray God save the king and send him long to reign over you, for a gentler nor a more merciful prince was there never: and to me he was ever a good, a gentle and sovereign lord. And if any person will meddle of my cause, I require them to judge the best. And thus I take my leave of the world and of you all, and I heartily desire you all to pray for me. O Lord have mercy on me, to God I commend my soul. 

"Deugdzame christenen, ik ben hier gekomen om te sterven. Volgens de wet en door de wet ben ik ter dood veroordeeld, maar ik ga dat niet betwisten. Ik ben hier niet heen gekomen om iemand te beschuldigen, noch over de aanklacht en het doodsvonnis. Maar ik bid dat God de koning behoedt en dat hij nog lang over jullie mag heersen, aangezien er nooit zo'n goedhartige, genadevolle vorst is geweest. Voor mij is hij altijd een goede, nobele en soevereine heer geweest. Wie zich inlaat met mijn zaak verzoek ik zo oordeelkundig mogelijk te zijn. Nu ik deze wereld en ook jullie allen ga verlaten vraag ik jullie vriendelijk om voor mij te bidden. Heer, wees mij genadig. God, U beveel ik mijn ziel."
Zij werd met toestemming van Hendrik VIII onthoofd door een Franse beul, die speciaal hiervoor was overgekomen uit Calais. In Frankrijk was het gebruikelijk om een slagzwaard te gebruiken in plaats van een bijl, wat als een meer genadige manier van terechtstelling werd gezien. Er wordt wel gespeculeerd dat de beul al moet zijn ontboden voordat Anna ter dood was veroordeeld. Ze werd nog dezelfde dag binnen de muren van de Tower begraven in de kapel van St Peter ad Vincula. Hendrik VIII trouwde 11 dagen later met Jane Seymour. 

## Verklaringen voor de ondergang van Anna Boleyn
De meeste historici gaan er anno 2024 vanuit dat Anna Boleyn onschuldig was en geen overspel heeft gepleegd. Voor zover bekend waren er tijdens het huwelijk van Anna en Hendrik nooit geruchten over romantische betrekkingen van de koningin met mannen aan het hof. Ook ambassadeur Chapuys, die elke roddel doorgaf aan Karel V, repte er niet over.
Er zijn verschillende theorieën over de achtergrond van haar onverwachte ondergang:

### Koning ontdoet zich van echtgenote

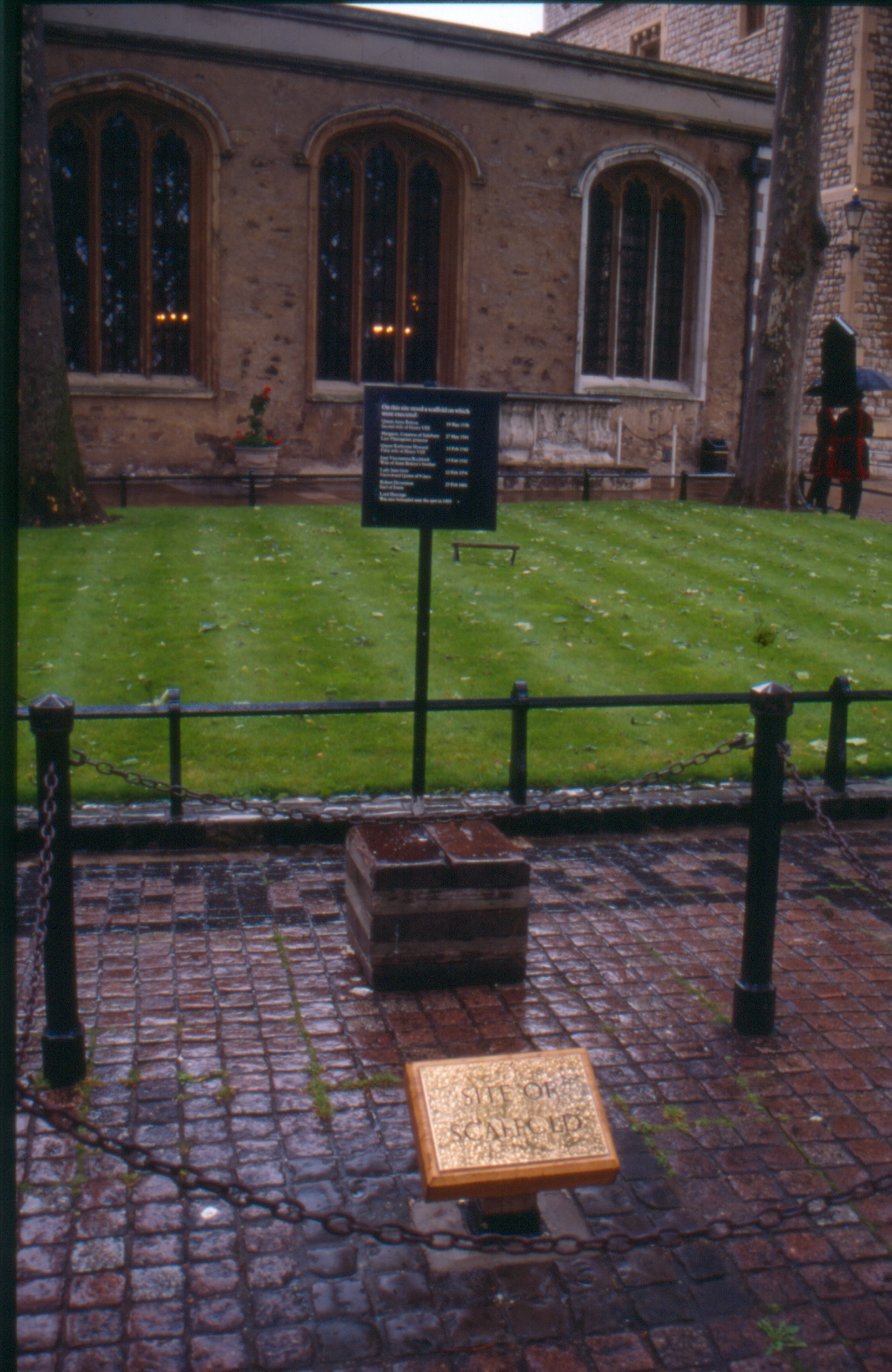
Tower Green - de plaats waar in de 16e eeuw het schavot stond

Deze theorie gaat ervan uit dat Hendrik VIII zelf de ondergang van Anna Boleyn in gang heeft gezet. Hij wilde met Jane Seymour trouwen, omdat hij genoeg had van Anna of overtuigd was dat zij geen zoon ter wereld zou brengen. 
Niet alle historici delen de mening dat het huwelijk in 1536 in zulk zwaar weer verkeerde. Twee weken voor haar arrestatie had de koning er bij de ambassadeur van keizer Karel V nog op aangedrongen om Anna Boleyn formeel te erkennen als koningin-gemalin. Als Hendrik VIII zich van Anna wilde ontdoen, is het bijzonder dat hij ervoor koos om haar te beschuldigen van overspel met vijf mannen. Dit was tenslotte ook vernederend voor hemzelf.

### Cromwell ontdoet zich van politieke tegenstander
Een andere verklaring is gebaseerd op het feit dat eerste minister Thomas Cromwell met Anna Boleyn in aanvaring was gekomen over de opheffing van de kloosters en over buitenlands beleid. Hij wilde haar en haar medestanders uitschakelen. Daarbij werkte hij samen met de conservatieve groepen aan het hof die zich ook van de koningin wilden ontdoen. 
Het staat vast dat Anna Boleyn en Thomas Cromwell politieke meningsverschillen hadden. Ook heeft Cromwell een belangrijke rol gespeeld bij het onderzoek naar de beschuldigingen tegen Anna Boleyn. Hij heeft persoonlijk de verdachten ondervraagd en de leden van de jury gekozen. Het is niet duidelijk of hij de hele gang van zaken van begin tot eind in scène heeft gezet, al dan niet in opdracht van de koning, of dat de beschuldigingen tegen Anna hem gewoon goed uitkwamen.

### Geen enkel vooropgezet plan
Een alternatief scenario is dat er in het voorjaar van 1536 geen enkel vooropgezet plan was om Anna Boleyn ten val te brengen. De Franse priester Lancelot de Carles, later bisschop van Riez, was in 1536 als secretaris van de Franse ambassadeur in Engeland. Hij schreef een paar weken na de executie van Anna een rijmkroniek over de gebeurtenissen. Daarin stelt hij dat de zaak bij toeval aan het rollen kwam toen de gravin van Worcester zich in een ruzie met haar broer, de hoveling sir Anthony Browne, liet ontvallen dat Smeaton en Norris minnaars van de koningin waren. De zaak ontwikkelde vanaf dat moment zijn eigen dynamiek, die uiteindelijk leidde tot de executie van Anna Boleyn. Browne voelde zich verplicht bij Cromwell en William Fitzwilliam, beiden leden van de privy council, te melden wat hij van zijn zuster te weten was gekomen. Cromwell en Fitzwilliam voelden zich verplicht de koning te informeren. Hendrik geloofde de berichten aanvankelijk niet, maar beval wel om ze te onderzoeken.

### Schuldig
In de 21e eeuw wordt incidenteel gesuggereerd dat Anna mogelijk wel degelijk overspel had gepleegd, in ieder geval met Smeaton en Norris. Zij zou dit gedaan hebben uit boosheid over Jane Seymour, óf omdat het haar niet lukte om zwanger te worden van Hendrik, óf uit eigen vrije keuze.

### Hekserij
Een bijzondere theorie stelt dat Anna na haar tweede miskraam op 29 januari 1536 verdacht werd van hekserij, omdat de foetus monsterachtig misvormd zou zijn geweest. De beschuldigingen van overspel zouden vooral bedoeld zijn om te suggereren dat dit kind niet van de koning was geweest.
Dat Anna Boleyn een misvormd kind ter wereld zou hebben gebracht, werd pas in 1585 - vijftig jaar later - voor het eerst genoemd in een katholiek pamflet dat gericht was tegen haar dochter Elizabeth I. Ook werd zo'n geboorte in de 16e eeuw doorgaans niet in verband gebracht met hekserij. Deze verklaring wordt door veel historici afgedaan als erg onwaarschijnlijk.

## Nagedachtenis

### Reputatie en geschiedschrijving
De hervormingsbeweging in Frankrijk zag Anna Boleyn al direct na haar executie als een martelaar van de reformatie. In Engeland waren de hervormers meer terughoudend. Zij waren bezorgd dat de koningin  in haar val de hele beweging met zich mee zou slepen. Tijdens de regeerperiodes van Hendrik VIII en zijn zoon Eduard VI werd er liefst zo weinig mogelijk over haar gesproken. Toen Maria I in 1553 op de troon kwam en de katholieke kerk in ere herstelde, werd Anna Boleyn stelselmatig zwartgemaakt en afgeschilderd als de verdorven vrouw die Hendrik VIII had verleid tot ketterij. 
Onder Anna’s dochter Elizabeth I, die regeerde van 1558 tot 1603, volgde er geen echte rehabilitatie. Elizabeth stond voor het dilemma dat eerherstel voor haar moeder automatisch zou betekenen dat haar vader in een kwaad daglicht kwam te staan. Zij koos ervoor over de zaak te zwijgen. Wel was er een informeel eerherstel: Elizabeth benoemde veel familieleden van haar moeder in haar hofhouding (zoals Mary Boleyns dochter Catharina Carey), koos net als Anna Boleyn de valk als haar persoonlijk embleem, en droeg juwelen die van haar moeder waren geweest.
Tot ver in de 19e eeuw hing het beeld dat historici van Anna Boleyn schetsten nauw samen met hun eigen achtergrond. Voor protestanten bleef ze vanwege de beschuldigingen van overspel en incest een gênante figuur, ook al had John Foxe haar opgenomen in Het boek van de martelaren (1563). Katholieken hielden haar - direct of indirect - verantwoordelijk voor de breuk met Rome; voor hen was ze de ketterse verleidster. Pas in 1884 verscheen er een serieuze historische studie over Anna. Deze gebruikte voor het eerst de verslagen van de keizerlijke ambassadeur Chapuys over de gebeurtenissen aan het hof als bron.  
De aandacht van de meeste onderzoekers die zich bezighielden met Hendrik VIII lag echter op politiek en oorlogen. Anna Boleyn werd gezien als onderdeel van zijn minder relevante privéleven. Meestal ging men er stilzwijgend vanuit dat de koning haar niet zou hebben laten executeren, als ze niet schuldig was geweest. 
Eind 20e eeuw begonnen historici Anna Boleyn te zien als een belangrijke, onafhankelijk optredende vrouw, die grote invloed heeft gehad op de vroege kerkhervorming in Engeland. Er kwam ook oog voor de mogelijkheid dat ze geen overspel had gepleegd, en dat haar ondergang het gevolg was van de machtspolitiek aan het hof.

### Muziek, drama, literatuur (selectie)
Het leven van Anna Boleyn met zijn combinatie van romantiek, triomf en tragedie is sinds de Romantiek veel verwerkt in muziek en tekst. Ook in de 21e eeuw verschijnen er nog regelmatig boeken, films en tv series waarin zij een belangrijke rol speelt.
Opera
- Gaetano Donizetti - Anna Bolena (1830)
- Camille Saint-Saëns - Henry VIII (1883)

Muziek
- Franz Königshofer -  Anna Boleyn - Symphonische Musik (1955)
- Rick Wakeman - The Six Wives of Henry VIII (1973)

Literatuur (fictie)
- Margaret Campbell Barnes - Brief Gaudy Hour (1944)
- Jean Plaidy - Murder Most Royal (1949)
- Evelyn Anthony - Anne Boleyn (1957)
- Thera Coppens - De Zes Vrouwen van Hendrik VIII (1970)
- Philippa Gregory - The Other Boleyn Girl (De zusjes Boleyn) (2002)
- Hilary Mantel - Wolf Hall (2010) & Bring up the Bodies (2012)
- Alison Weir -  Anne Boleyn: A King's Obsession (2017)

Theater
- Carmen Sylva en Mite Kremnitz (1884)  Anna Boleyn
- Maxwell Anderson -  Anne of the Thousand Days (1947)
- Howard Brenton - Anne Boleyn (2010)
- Toby Marlow en Lucy Moss. Six - musical.  (2017)

Film
- Le Tour de Londres ou les Derniers Moments d'Anne de Boleyn. Regie: Georges Méliès. Marguerite Thévenard als Anna Boleyn (1905)
- Henry VIII. Regie: Will Barker. Laura Cowie als Anna Boleyn (1911)
- Anne de Boleyn. Regie: Henri Desfontaines en Louis Mercanton. Laura Cowie als Anna Boleyn (1913)
- Anna Boleyn. Regie: Ernst Lubitsch. Henny Porten als Anne Boleyn (1920)
- Anne of the Thousand Days. Regie:Charles Jarrott. Geneviève Bujold als Anna Boleyn (1969)
- Henry VIII and His Six Wives. Regie: Waris Hussein.  Charlotte Rampling als Anna Boleyn (1972)
- The Other Boleyn Girl. Regie: Justin Chadwick.  Nathalie Portman als Anna Boleyn (2008).

Televisie
- The six wives of Henry VIII  -  Dorothy Tutin als Anna Boleyn (1970)
- Henry VIII.  Helena Bonham Carter als Anna Boleyn (2003)
- The Tudors – Natalie Dormer als Anna Boleyn (2007-2010)
- Wolf Hall. Claire Foy als  Anna Boleyn (2015)
- Anne Boleyn. Jodie Turner-Smith als Anna Boleyn (2021).
- Blood, Sex & Royalty. Amy James-Kelly als Anna Boleyn (2022)

### Historieschilderkunst

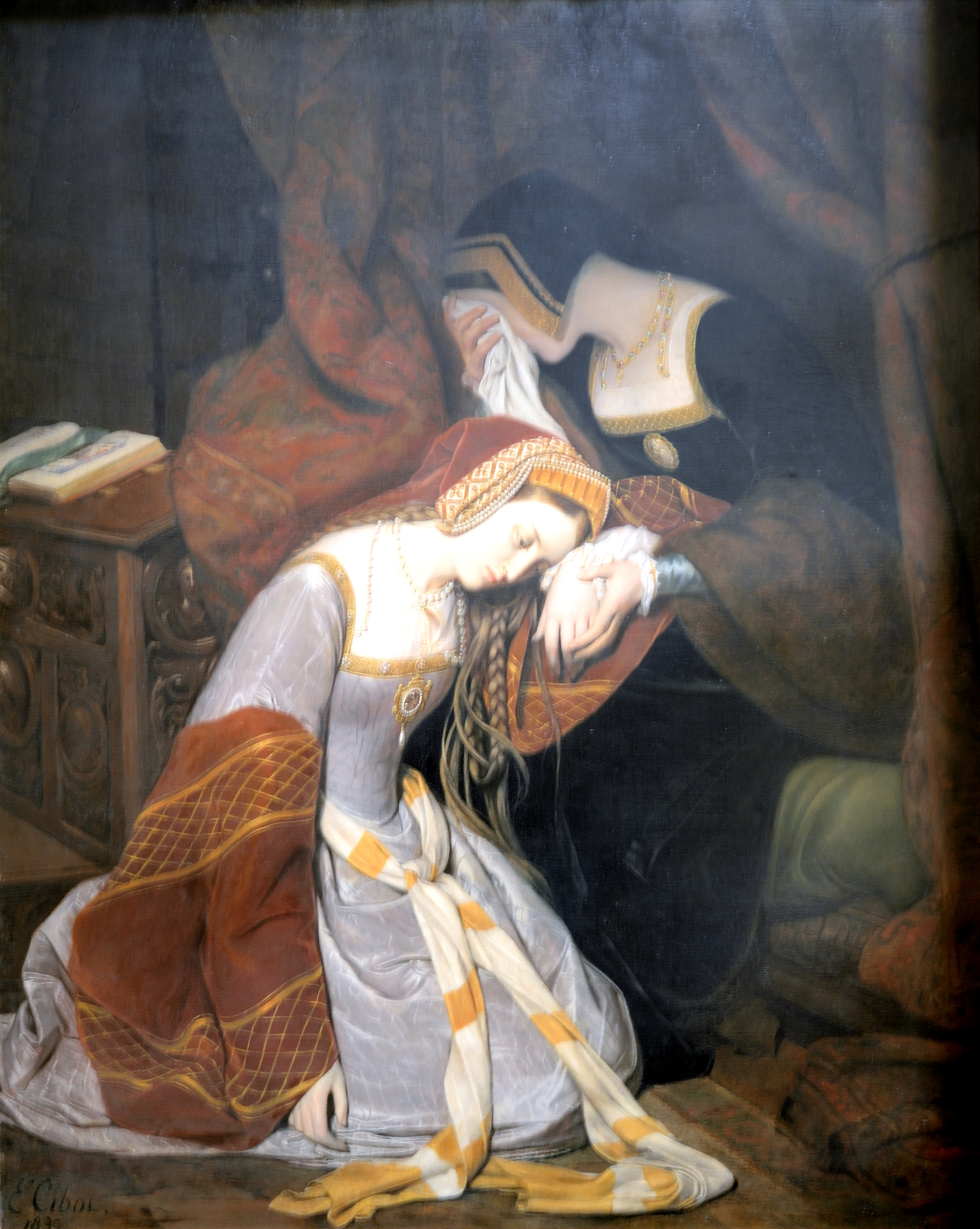
Edouard Cibot (1799-1877) - Anna Boleyn in de Tower. 1835
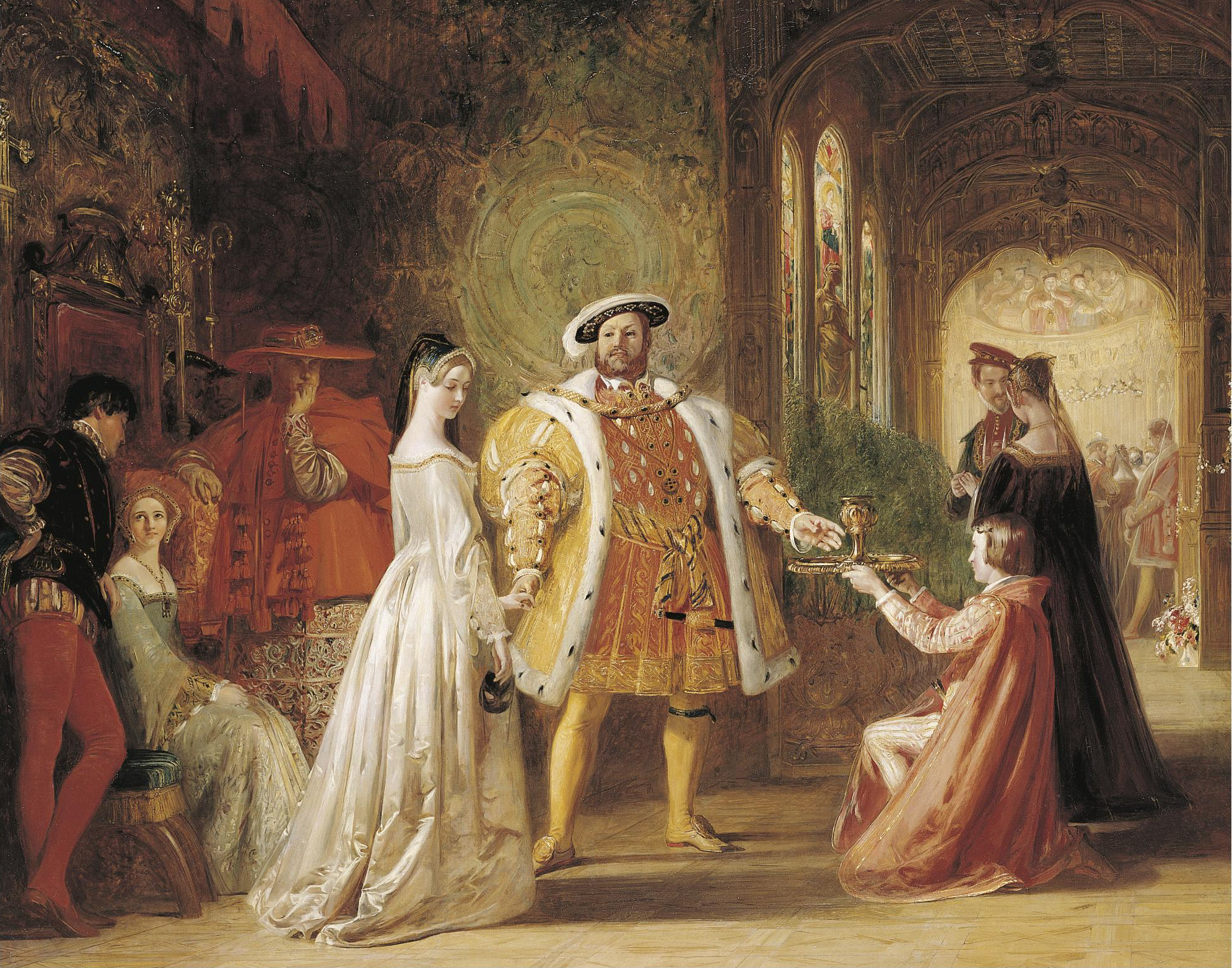
Daniel Maclise. De eerste ontmoeting van Anna Boleyn en Hendrik VIII. Ca. 1836
Emanuel Gottlieb Leutze, The Courtship of Anne Boleyn, 1846,
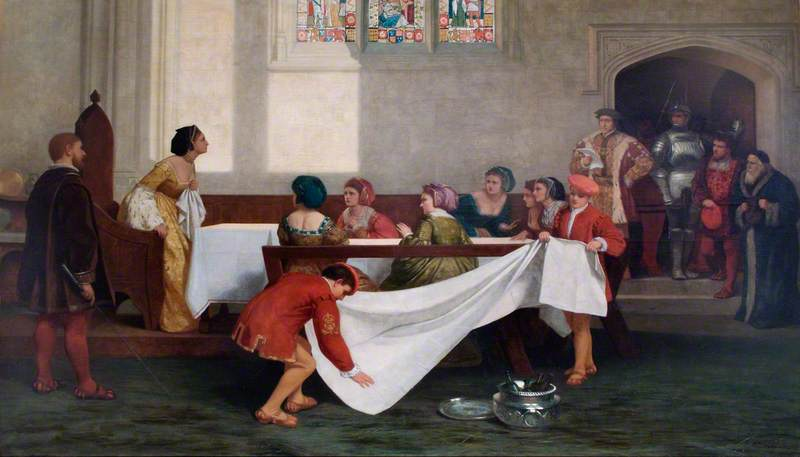
David Wilkie Wynfield (1837-1887)- De arrestatie van Anna Boleyn. 1860
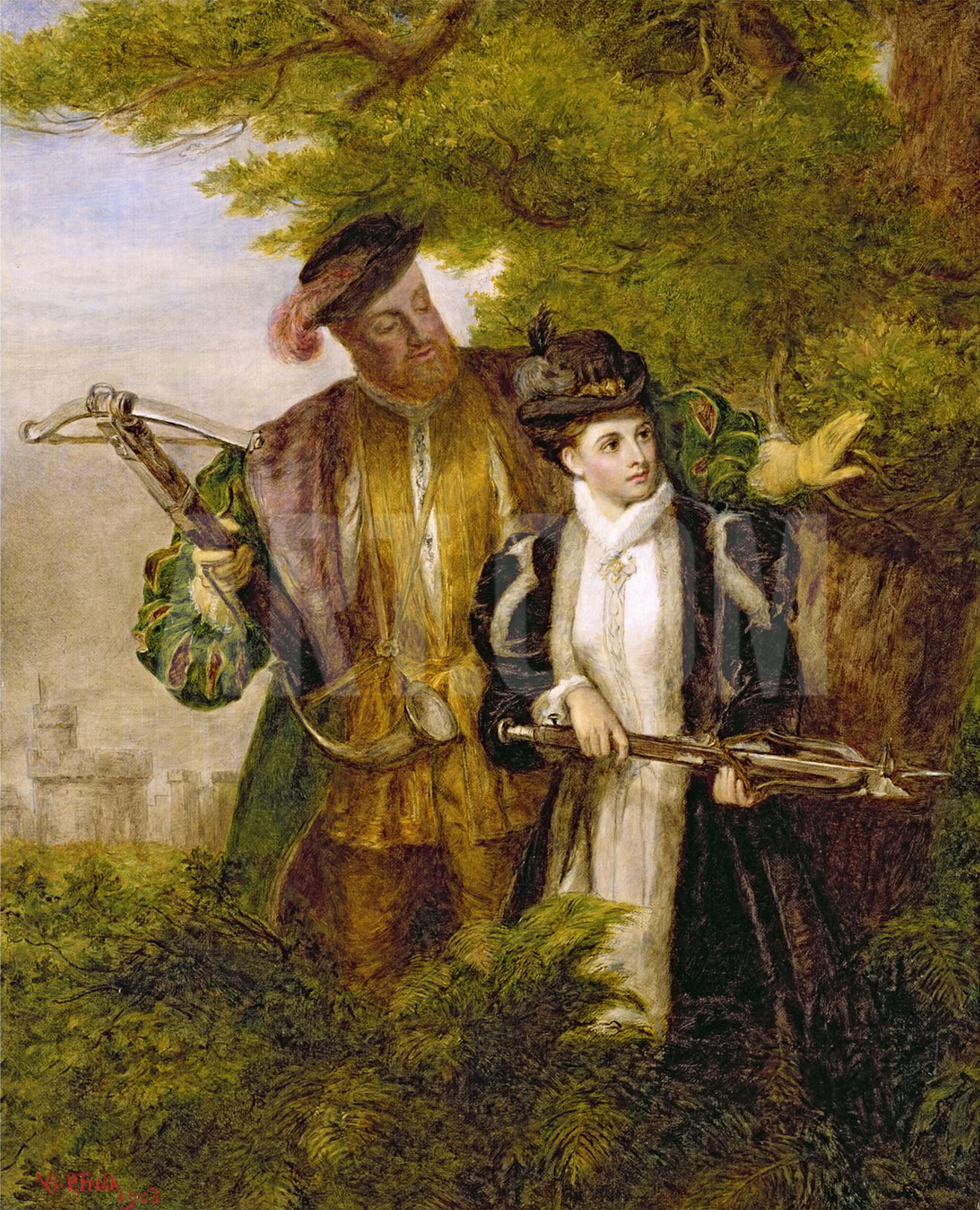
William Powell Frith (1819-1909) Hendrik VIII en Anna op hertenjacht bij Windsor. 1903

Catharina van Aragon · Anna Boleyn · Jane Seymour · Anna van Kleef · Catharina Howard · Catharina Parr
- Bibsys: 90098450
- Biblioteca Nacional de Chile: 000697432
- Bibliothèque nationale de France: cb13977076h (data)
- Biografisch Portaal: 58481509
- Catàleg d'autoritats de noms i títols de Catalunya: 981058614670806706
- Gemeinsame Normdatei: 118649442
- International Standard Name Identifier: 0000 0000 9637 1375
- Library of Congress Control Number: n79063685
- MusicBrainz: ffb7d2d7-d687-47f0-9fa3-859fe654b7a1
- Bibliotheek van het Japanse parlement: 00620267
- Nationale Bibliotheek van Tsjechië: jn20000700056
- Nationale bibliotheek van Australië: 49513873
- Nationale Bibliotheek van Israël: 987007257709005171
- Nationale Bibliotheek van Polen: a0000001192931
- Nederlandse Thesaurus van Auteursnamen: 07472908X
- Istituto Centrale per il Catalogo Unico: MUSV074333
- LIBRIS: 317857
- SNAC: w61s7gxm
- Système universitaire de documentation: 028188500
- Trove: 1493864
- Virtual International Authority File: 29521340
- WorldCat: E39PBJmXDFDB8F7g9dbkBBvfv3